# Старичани
Вижте пояснителната страница за други значения на Старичани.
Старѝчани или Старѝчени (на гръцки: Λακκώματα, Лако̀мата, до 1927 година Σταρίτσανη, Старицани) е село в Егейска Македония, Гърция, дем Хрупища, област Западна Македония.

## География
Селото се намира на 15 километра югозападно от град Костур (Кастория) и на 8 километра югозападно от демовия Хрупища (Аргос Орестико), на 670 m надморска височина на десния бряг на река Галешово в полите на планината Одре (Одрия).

## История

### В Османската империя
Селото се споменава в османски дефтер от 1530 година под името Истаричани и Ан Истаричани. В двете махали са 12 християнски семейства. В църквата на Старичани се пази ценна икона на Света Богородица от XIV век. Според местни легенди селото първоначално било по-близо до Бистрица (Алиакмонас) и се казвало Порино. Порино имало 10 църкви – Илия, Атанас, Богородица, Троица, Спасовден, Никола, Петка, Костадин и Благоевец. Залято от реката, селото се преместило на сегашното му място.
Църквата „Благовещение Богородично“ в селото е изписана в 1827 година от видния зограф Аргир Михайлов.
В края на XIX век Старичани е чисто българско село. Жителите му са прочути зидари, ходели на печалба в Цариград и Анадола. Част от тях остават в България. Според статистиката на Васил Кънчов („Македония. Етнография и статистика“) в 1900 година Старичани има 350 жители българи.
На Етнографската карта на Битолския вилает на Картографския институт в София от 1901 година Старичани е чисто българско село в Костурската каза на Корчанския санджак с 65 къщи.
В началото на XX век цялото население на Старичани е под върховенството на Цариградската патриаршия, но след Илинденското въстание в началото на 1904 година минава под върховенството на Българската екзархия.

23 Αυγούστου 1903
Τολμητίαι άνανδροι και δολοφόνοι, όργανα του μη έχοντος συνείδησιν ουδεμιάς προσωπικής και ατομικής ελευθερίας δολοφονικού Βουλγαρικού Κομιτάτου, ετόλμησαν επ’ εσχάτων να καταπατήσωσι φυσικούς και ηθικούς νόμους σεβαστούς καθ’ άπαντας τους αιώνας εν απάσαις ταις χώραις της υφηλίου εν οιωδήποτε βαθμώ πολιτισμού και υφ’ οιανδήποτε κυβερνητικήν μορφήν και, αφού εβεβήλωσαν τας αιμοχαρείς χείρας των δια του αίματος αθώων προκρίτων ελληνικών και ορθοδόξων κοινοτήτων, ιερέων, διδασκάλων παρθεναγωγών και ανηλίκων αρρένων και θηλέων, όπως δημιουργήσωσι ψευδεπανάστασιν κατά του καθεστώτος χάριν των ιδιοτελών σκοπών των, υπό το κράτος της αιμοασταγούς δολοφόνου λόγχης κατώρθωσαν να συμπαρασύρωσιν ακουσίως εις τα όρη ελληνικούς αγροτικούς πληθυσμούς ως συμμεριζομένους δήθεν των ιδιοτελών και οπισθοβούλων σκοπών του Κομιτάτου. Καθήκον όθεν επιβάλλεται εις ημάς τους ορθοδόξους πληθυσμούς, ους η βία δεν κατώρθωσε να παρασύρη, όπως αποκηρύξωμεν και στιγματίσωμεν τους κακοήθεις τούτους επιδρομείς και διαμαρτυρηθώμεν κατά τε των βδελυρών και αποτροπαίων πράξεων και ιδιοτελών σχεδίων του δολοφόνου Κομιτάτου.
Τη 23 Αυγούστου 1903
Κοινότης Κωμοπόλεως Χρουπίστης
Κοινότης Σταριτσάνης
Έπονται 4 σφραγίδες των συνοικιών Χρουπίστης και Σταριτσάνης και 64 υπογραφαί.
23 август 1903
Дръзки страхливци и убийци, инструменти на кръвожадния Български комитет, който няма съзнание за каквато и да е лична и индивидуална свобода, се осмелиха да потъпчат естествените и моралните закони, уважавани през вековете във всички страни по света, на всяко ниво на цивилизацията и при всяка форма на управление, и след като оскверниха кръвожадните си ръце с кръвта на невинните първенци на гръцките и православни общини, свещеници, учители, девици и малолетни деца, както и мъже и жени, за да създадат псевдореволюция срещу режима в името на своите егоистични цели, под властта на кръвожадното убийствено копие, те успяха против волята им да завлекат гръцките селяни в планините, представяйки ги като уж споделящи егоистичните и назадничави цели на Комитета. Затова на нас, православното население, което насилието не е успяло да привлече, е възложено задължение да осъдим и заклеймим тези злодейни нашественици и да протестираме срещу подлите и отвратителни действия и егоистични планове на кръвожадния Комитет.
На 23 август 1903 г.
Община на паланката Хрупища
Община на Старичани
Следват 4 печата на общините Хрупища и Старичани и 64 подписа.
Същата година турските власти не допускат учителите Илия Живков от Битоля и Калиопа Зисова от Хрупища да отворят българско училище. По данни на секретаря на екзархията Димитър Мишев („La Macédoine et sa Population Chrétienne“) в 1905 година в Старичани има 520 българи екзархисти.
Гръцки статистики от 1905 година не отразяват промяната и показват Старицани като село с 450 жители гърци. Според Георги Константинов Бистрицки Старичени преди Балканската война има 60 български къщи, а според Георги Христов и 1 куцовлашка.
Селото е опора на българщината в Костенарията и многократно е нападано от гръцки андартски чети. По думите на Христо Силянов:
| „ | Имената на селата Старичени, Езерец, Осничени станаха символи на героизъм и мъченичество. | “ |

През нощта на 22 срещу 23 (или 19) декември 1905 година селото е нападнато от 120 андарти, които обаче след четиричасово сражение са отблъснати от местната милиция, начело с костенарийския ранонен войвода на ВМОРО Киряк Шкуртов, който по това време в родното си село. Загиват Мария Петкова Кирловска и Василка Мальовска. Опожарени са 12 плевни. Андартите дават 12 убити и ранени. В 1909 година в Старичани има 52 български екзархийски къщи и 8 гъркомански, като гъркоманите държат черквите и училището.
Според Георгиос Панайотидис, учител в Цотилската гимназия, пишещ в 1910 година:
| „ | Старичани (Σταρίτσανη), на брега на Голешево или Голешино, приток на Бистрица и на 3/4 час югозападно от Хрупища. Имаше около 50 семейства, но от 1900 година, когато в него стъпиха комитаджиите много от жителите му се пръснаха по различни части на света и числото на семействата се намали до 30, от които 12 схизматични. Гърците имаха църква и училище с учител и учителка и около 30 ученици и ученички. И схизматиците поддържат пропагандно училище, в което преподава комитаджия, за да задържат схизматиците към българската идея чрез образованието на децата. Но нима има българско училище в Македония, което да не се стреми към тази цел? Поради близостта до Корещата комитаджиите използват Старичани като своя основна база и поради това гръцките андарти на два пъти под ръководството на капитаните Лицас, Платанос и Вардас и други нападат местните комитаджии и нанасят много поражения. | “ |

По време на Балканската война 4 души от Старичани се включват като доброволци в Македоно-одринското опълчение.
На етническата карта на Костурското братство в София от 1940 година, към 1912 година Стариченъ е обозначено като българско селище.

### В Гърция
През войната селото е окупирано от гръцки части и остава в Гърция след Междусъюзническата война. От 1914 до 1919 година 41 жители на Старичани, а след 1919 още 6 емигрират в България по официален път. Някои жители на Старичани се заселват в село Бошинос (Каламонас), Драмско. Боривое Милоевич пише в 1921 година („Южна Македония“), че Старичани има 50 къщи славяни християни и 4 къщи погърчени славяни и власи и гърци. В 1927 година селото е прекръстено на Лакомата.
През Втората световна война в селото е създадено подразделение на Централния македонобългарски комитет, както и чета на българската паравоенна организация Охрана, начело с Васил Маниолов. На 29 април 1943 година гръцка паравоенна чета от около 600 души напада Старичани, отбранявано от 33 милиционери. Селото е изгорено, ограбено и част от жителите му изклани. Според Тодор Симовски нападението става на 1 април 1943 година и е от части на ЕЛАС, като загиват 40 души и селският поп. След нападението местното население се въоръжава от италианските окупационни власти. 45 семейства от селото емигрират в България и другите социалистически страни.
По време на Гражданската война (1946 - 1949) селото също пострадва силно и 45 семейства емигрират в източноевропейските страни.
| Име         | Име         | Ново име         | Ново име         | Описание                                                           |
| ----------- | ----------- | ---------------- | ---------------- | ------------------------------------------------------------------ |
| Саматско    | Σαμάτσκο    | Корфула          | Κορφούλα         | връх в Одре (826 m), И от Старичани                                |
| Суйтско     | Σουΐτσκο    | Омало            | Ομαλό            |                                                                    |
| Соища       | Σόϊστα      | Ватирема         | Βαθύρεμα         | река                                                               |
| Бодацина    | Μποδατσίνα  | Дасорема         | Δασόρεμα         | река С от Госно, десен приток на Осман бей, ляв приток на Галешово |
| Друм        | Ντροῦμος    | Дримос           | Δρυμὸς           | връс С от Госно (696 m)                                            |
| Лесков трап | Λέσκου Τρὰπ | Лептокарияс Рема | Λεπτοκαρυᾶς Ρέμα | река                                                               |

| Година    | 1913 | 1920 | 1928 | 1940 | 1951 | 1961 | 1971 | 1981 | 1991 | 2001 | 2011 | 2021 |
| --------- | ---- | ---- | ---- | ---- | ---- | ---- | ---- | ---- | ---- | ---- | ---- | ---- |
| Население | 340  | 238  | 290  | 434  | 201  | 226  | 176  | 176  | 217  | 194  | 97   | 78   |

## Личности
Родени в Старичани
- Аргир Дачов, български революционер, участник в Илинденско-Преображенското въстание, ранен и заловен при Кожани по време на оттеглянето на групата на Киряк Шкуртов, Стефан Атанасов, Васил Терзиев и Дачов към Гърция[31]
- Атанас Панайотов (1887 - ?), македоно-одрински опълченец, жител на Гевгели, 1 рота на 11 сярска дружина, носител на орден „За храброст“ IV степен[32]
- Васил Живков, български революционер, подвойвода на селската чета на Македонобългарския комитет[33]
- Васил Манолов (? - 1943), български революционер, войвода на селската чета на Македонобългарския комитет
- Георги Никола Бекчия, българин, православен, арестуван преди април 1904 година, обвинен в „помагане на българските разбойници, които убили Абедин и другарите му от Забърдени“, осъден от Извънредния съд на 3 години каторга, лежал в Битолския затвор, амнистиран с общата амнистия от 12 април 1904 година[34]
- Киряк Шкуртов (1872 - 1965), български революционер, войвода на ВМОРО
- Манол Панайотов, македоно-одрински опълченец, Костурска съединена чета[35]
- Митко Анастасовски (1926 - 2006), политик от Северна Македония
- Михаил Атанасов (Μιχαήλ Αθανασιάδης), гръцки андартски деец, агент от ІІІ ред[36]
- Михаил Димитри, учител, българин, православен, арестуван преди април 1904 година, обвинен в „помагане на българските разбойници, които убили Абедин и другарите му от Забърдени“, осъден от Извънредния съд на 3 години каторга, лежал в Битолския затвор, амнистиран с общата амнистия от 12 април 1904 година[34]
- Никола Клюшов, български революционер от Охрана, ръководител на местния комитет[37]
- Никола Иванов Каюшев, български революционер от ВМОРО[38]
- Никола П. Христов (1877 - 1913), македоно-одрински опълченец, 1 и Нестроева рота на 8-а костурска дружина, загинал в боя при Радкова скала на 22 юни 1913 година[39]
- Нули Йотов (1887 - ?), македоно-одрински опълченец, четата на Васил Чекаларов[40]
- Сидер Узунов, вероятно от Старичани, български революционер, арестуван през юни 1903 година и осъден[41][42]
- Сидор Димитри, българин, православен, арестуван преди април 1904 година, обвинен в „помагане на българските разбойници, които убили Абедин и другарите му от Забърдени“, осъден от Извънредния съд на 3 години каторга, лежал в Битолския затвор, амнистиран с общата амнистия от 12 април 1904 година[34]
- Стерьо Дачов (1917 - ?), гръцки партизанин и деец на НОФ
- Стефан Атанасов, български революционер, станал нелегален през юни 1903 година заедно с Киряк Шкуртов[41]
- Янко Тянев Янев, български революционер, вероятно от Старичани, арестуван през юни 1903 година и осъден[41] умрял в затвора[42]